# Festa di Sancta Maria di Mezo di Gosto
La festa di Sancta Maria di Mezo di Gosto o festa di Santa Maria di Mezz'Agosto è una processione religiosa con macchine votive a spalla, denominate "candelieri", che si svolge a Iglesias ogni 15 agosto in onore della Vergine Assunta. In Sardegna la manifestazione è comparabile a quelle che si svolgono a Sassari (Faradda di li candareri), Nulvi (Essida de sos candhaleris) e Ploaghe.

## La storia della festa
L'origine della storia di questa festa si perde nella notte dei tempi. L'uso di portare in processione particolari macchine lignee a spalla in ambito cultuale è comparabile con alcuni riti pagani che si svolgevano nell'antica Grecia intorno al V secolo a.C., nell'ambito delle feste in onore di Dioniso. Nonostante ciò, attraverso il De cupiditate divitiarum di Plutarco, è stato messo in dubbio il nesso di causalità tra la suddetta festa e l'offerta del cero.
La tradizione dell'offerta del cero alla Madonna Dormiente (chiamata in greco antico Κοίμησις τῆς Θεοτόκου - leggi "Koimesis tes Theotoku" - ) è di origine bizantina, ed è giunta in Sardegna nel 534 d.C., cioè nel momento in cui l'isola venne conquistata dai bizantini nel corso di una campagna militare del generale Flavio Belisario. L'archetipo più antico del rito dell'offerta dei ceri si è conservato a Siurgus Donigala, dal momento che in occasione della festa mariana della natività di Maria ancora oggi vengono offerti pesanti ceri senza l'ausilio di macchine a spalla.
A Iglesias la festa ha conosciuto un periodo felice, soprattutto durante la dominazione del conte Ugolino Della Gherardesca prima e dei pisani poi, dal momento che questo evento fu regolamentato per legge attraverso il Breve di Villa di Chiesa, lo statuto della città risalente al XIII secolo. La copia del Breve pervenutaci, tuttavia, è datata circa al 1327, e l'impianto del testo è probabilmente in gran parte ascrivibile al lavoro di ser Bacciameo Guinizelli Sismondi, del quale recentemente è stato riscoperto lo stemma araldico. Attraverso le disposizioni del Breve di Villa di Chiesa è possibile studiare e conoscere il modo in cui si celebrava la festa nel Medioevo.
Un'altra menzione importante della festa, ad oggi pubblicata, la si ha nel 1561, quando l'Arcivescovo di Cagliari Antonio Parragues de Castillejo donò al Capitolo della Cattedrale di Iglesias 50 "lliuras" per permettere una solenne celebrazione. 
I recenti studi di Fabio Manuel Serra e di Maria Teresa Defraia hanno messo in evidenza come, in effetti, il rito dell'offerta del cero si sia protratto per tutto il XVII secolo. Infatti, attraverso una serie di documenti inediti, è stato dimostrato che nel 1593 - ad esempio - venivano ingaggiati i trombettieri, «axì de tocar ables tompete», proprio in occasione della festa.
Fin dal 1631, poi, è attestato il rito della vestizione della Madonna Dormiente, ad opera delle Consorelle dell'Assunta, ossia delle donne che si incaricano di questo servizio. All'epoca venivano ricompensate con una misteriosa confettura, comprata dall'apotecario Juan Pau Falcone.

### Il Palio dell'Assunta
Un ulteriore elemento importante relativo alle celebrazioni del 15 agosto iglesiente è stato messo in evidenza già dagli studi di Grazia Villani, che ha studiato ed esaminato il documento originale del 1637 che tramanda l'origine del palio. Il documento è stato poi pubblicato integralmente solo di recente. 
L'evento si svolgeva in un luogo imprecisato della città, molto probabilmente, nella stessa data del 15 agosto. Durante questa corsa equestre, i cavalieri dovevano dare prova della loro abilità, nonché sperare di conseguire il primo premio: un drappo di taffetà di seta violetto. Al secondo e al terzo classificato spettava invece un drappo di velluto grezzo verde e violetto.

### La pestilenza del 1656
A differenza di quanto si riteneva in passato, l'epidemia di peste che ha colpito duramente Iglesias nel 1656 non ha causato l'interruzione della festa in perpetuo, ma ha comunque provocato gravi danni al tessuto sociale ed economico della città; lo stesso capitano della città, don Antiogo de Salazar, morì nel corso dell'epidemia. Se in quell'anno non si hanno notizie di una celebrazione o di un'interruzione della festa, è tuttavia stato dimostrato che, già nel 1657, l'offerta del cero venne solennemente celebrata. Dunque, non fu la peste a causare l'interruzione della festa.

### L'interruzione dell'offerta del cero
Il plurisecolare rito dell'offerta del cero celebrato a Iglesias si interruppe misteriosamente dopo il 1661, anno in cui la città fece restaurare i candelieri da Agustì Cocu fuster; dopo tale notizia, a causa di una grave lacuna nei registri conservati presso l'Archivio Storico Comunale di Iglesias, non è stato possibile rinvenire ulteriori menzioni o altre possibili spiegazioni della fine dell'offerta del cero.

## La festa oggi

### Rinascita
La rinascita della festa dei candelieri nella città di Iglesias avvenne nel 1992 grazie al ritrovamento e il restauro (datato 1992, ad opera dell'artigiano iglesiente Dario Matta) della colonna di un candeliere, probabilmente appartenente al quartiere di Santa Chiara. Così si decise di riportare in auge l'antica festa, la cui origine è testimoniata dal breve di Villa di Chiesa del XIII secolo:
()

### Svolgimento
Al contrario di Sassari e Nulvi, la processione dei candelieri di Iglesias si svolge il 15 agosto e non il 14. Dopo la santa messa gli otto candelieri escono secondo l'ordine stabilito dal Breve di Villa di Chiesa dalla Purissima per giungere nella cattedrale.

### Figure storiche
Oltre ai portantini, altre figure umane hanno un ruolo nella festa di Mezo Gosto. Questi partecipano alla sfilata con un ruolo preciso:
- L'Araldo, che chiama i candelieri secondo l'ordine di uscita
- Il Capitano del popolo, che tiene in mano le chiavi della città
- Il Camerlengo
- Il Breviaiuolo,che tiene in mano il Breve di Villa di Chiesa
- Il Giudice
- Due paggi per ogni personaggio storico
- Due amanuensi
- Il Vessillifero dell'Associazione che reca il vessillo con impressa la Madonna in gloria
- Il Vessillifero di Universitas che reca il gonfalone della Città Régia.

## Gremi e quartieri
I candelieri ad Iglesias sono otto. Questi non rappresentano solo dei gremi come nelle altre città sarde ma anche i quartieri storici della città iglesiente.
I gruppi di portatori di ogni candeliere sono rappresentati da un colore (riportati nella lista sotto) che rappresenta il gremio o il quartiere di appartenenza.
- Candeliere dell'Università di Villa: rosso e blu
- Candeliere Gremio della Montagna: argento e nero.
- Candeliere Quartiere di Santa Chiara: azzurro da un lato, bianco e nero a scacchi dall'altro
- Candeliere del Quartiere di “Mezo”: giallo e verde
- Candeliere del Quartiere di Fontana: bianco e celeste.
- Candeliere del Quartiere di Castello: giallo e rosso
- Candeliere del Gremio dei Vinajuoli, Tavernai, Calzolai: amaranto
- Candeliere del Gremio del Lavoratori-Artigiani: rosso-verde

## I Candelieri
I candelieri di Iglesias si differenziano da quelli delle altre città sarde dove si svolgono manifestazioni simili. Questi infatti non hanno capitello (o corona) e il fusto è molto sottile e ricorda la forma di una candela. La base risulta essere la parte più imponente della struttura, ed è formata da diversi pannelli ornati con figure o santi legati ai gremi o ai quartieri di Iglesias. Secondo il Breve di Villa di Chiesa, i candelieri potevano essere a tabernacolo o a fioretto; attualmente riprendo la seconda configurazione. Pesano oltre 300 kg e hanno bisogno di sedici e più persone per il trasporto.
Al principio degli anni 2000 è stato individuato, in un libro non meglio identificato, un passo che tramandava l'esistenza di una donazione di una certa somma di denaro dal Gremio degli Orafi e Argentieri di Barcellona all'omonimo Gremio iglesiente, sembrerebbe per la costruzione di un candeliere; tuttavia, a causa della mancanza di un riscontro più puntuale, ad oggi l'episodio è tramandato come un aneddoto e non come un fatto storico. Tuttavia si auspicano ulteriori studi per identificare il libro non meglio conosciuto.

## L'Associazione
L'Associazione dei Candelieri "Beata Vergine Assunta" di Iglesias è stata rifondata a partire dal 1991 con l'intento di ripristinare la festa, andata perduta presumibilmente tra il periodo della pestilenza del XVII secolo e gli inizi del XVIII. La festa è rinata sulla base di quanto specificato negli articoli XLVII e XLVIII del libro primo del Breve di Villa di Chiesa ed è stata organizzata con un direttivo centrale, composto da dodici Obrieri Maggiori, dagli otto Gremi e Quartieri, a direzione di ciascuno dei quali vi sono due Obrieri Minori, e dal Gremio degli Apostoli della Madonna Assunta, uno speciale gruppo religioso di uomini che portano in processione il venerato simulacro della Madonna dormiente. Le figure sono distinguibili dalle insegne che portano durante la processione.
La rinascita della festa è stata possibile anche grazie al ritrovamento di parti di un candeliere ligneo del XVII secolo in un locale della Cattedrale di Iglesias.